# Micropanope lata
Micropanope lata är en kräftdjursart. Micropanope lata ingår i släktet Micropanope och familjen Xanthidae. Inga underarter finns listade i Catalogue of Life.